# Jemeppe-sur-Meuse
Pour les articles homonymes, voir Jemeppe.
Jemeppe-sur-Meuse (en wallon Gn'mêpe-so-Mouze) est une section de la ville belge de Seraing située en Région wallonne dans la province de Liège. C'était une commune à part entière avant la fusion des communes de 1977.

## Évolution démographique
- Sources : INS, Rem. : 1831 jusqu'en 1970 = recensements, 1976 = nombre d'habitants au 31 décembre.

## Patrimoine et culture

### Patrimoine architectural et sites
- La localité compte trois châteaux : le château d'Ordange, le château Antoine, le château de Courtejoie.
- Elle abrite également le centre moral de l'antoinisme mondial, au temple antoiniste, 2 rue Rousseau.
- Monument O'Kelly, célébrant l'homme qui installa là la première machine à vapeur du continent à la fosse du Vieux-Groumet.

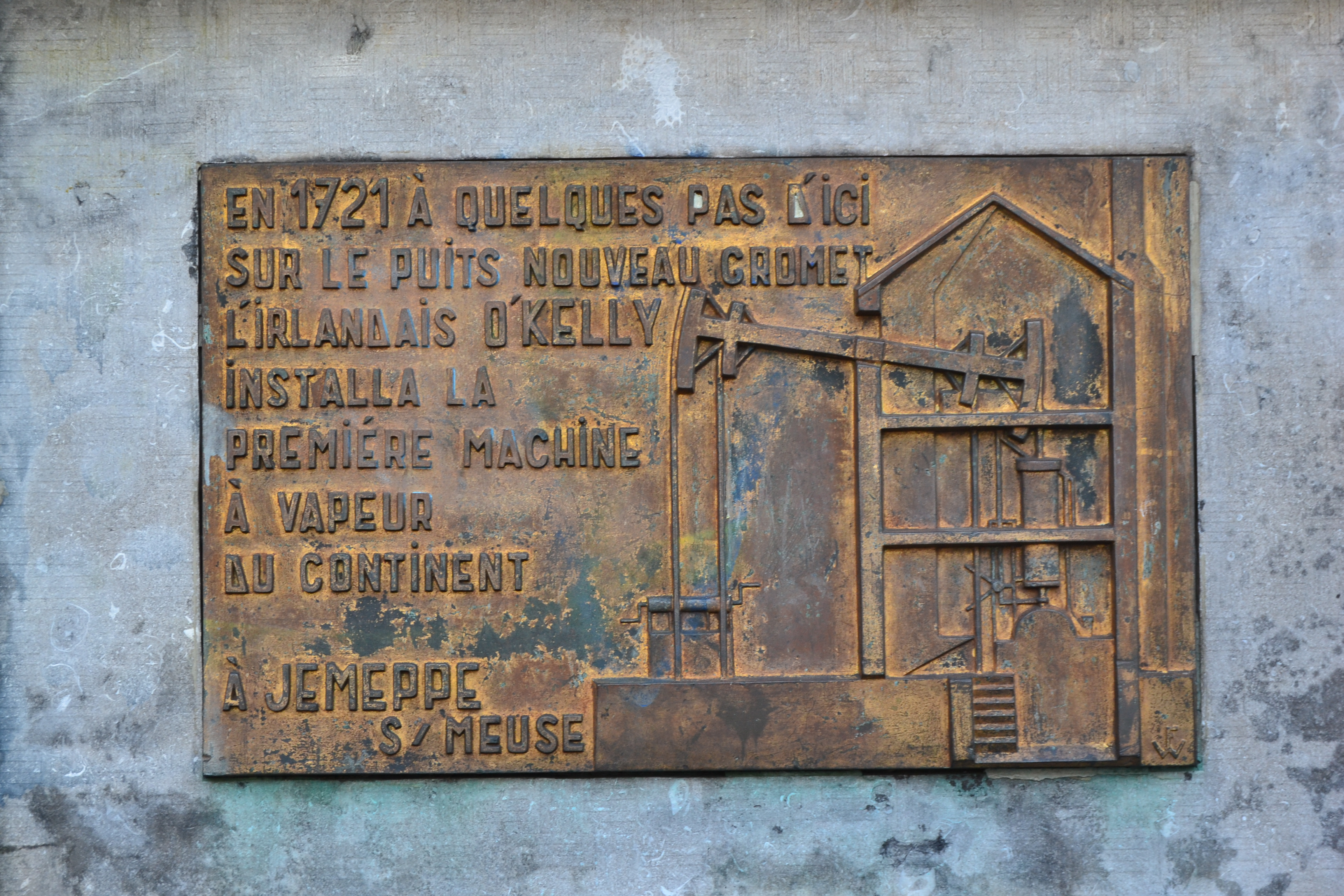
Plaque commémorant l'installation de la première machine à vapeur Newcomen du continent en 1721.
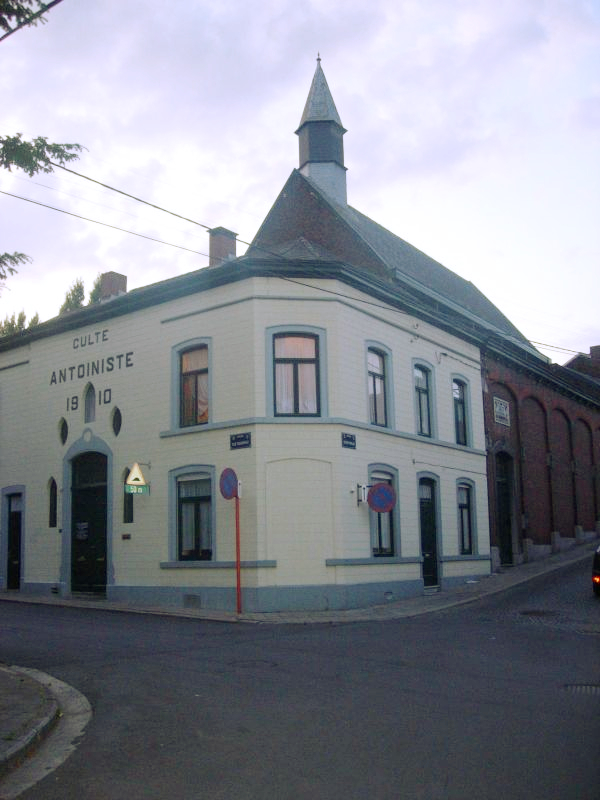
Premier temple antoiniste fondé en 1910.

## Économie
Industrie sidérurgique (acier), avant 1960 : mines de charbon.

## Sports et vie associative

### Sports
Jemeppe possède un club de handball, la Jeunesse Jemeppe.

## Jemeppiens célèbres
- Rennequin Sualem (1645-1708), maître charpentier et mécanicien concepteur de la machine de Marly.
- Joseph Gindra (1862-1938), peintre.
- José Streel (1911-1946), Philosophe, écrivain, journaliste. Militant rexiste, fusillé pour collaboration.
- Nestor Lambotte.